# Johann Ignaz von Felbiger

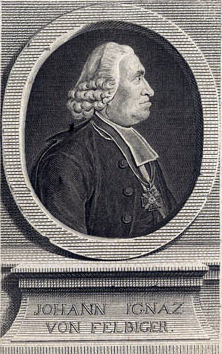
Johann Ignaz Felbiger (aus der Allgemeinen deutschen Bibliothek, 19. Band, 1773)

Johann Ignaz von Felbiger (* 6. Januar 1724 in Glogau, Herzogtum Glogau; † 17. Mai 1788 in Pressburg, Habsburgermonarchie) war Augustiner-Chorherr und 1758–1778 Abt des Augustiner-Chorherrenstiftes Sagan, Naturforscher und Pädagoge. Ab 1774 lebte er in Österreich, wo ihm Erzherzogin Maria Theresia die Leitung des gesamten Schulwesens übertrug.

## Leben
Johann Ignaz von Felbiger war der Sohn eines nobilitierten Glogauer Postmeisters. Wahrscheinlich besuchte er das Jesuitengymnasium in Glogau und studierte anschließend Katholische Theologie an der Universität Breslau. Nach einer zweijährigen Tätigkeit als Hauslehrer trat er in das Saganer Chorherrenstift ein. 1748 wurde er zum Priester geweiht und stieg bald zum Sekretär des Abtes auf, wo ihm Verwaltungsaufgaben und die Aufsicht über die landwirtschaftlichen Besitzungen übertragen wurden. Außerdem erwarb er sich umfangreiche naturwissenschaftliche Kenntnisse (Physik, Biologie, Astronomie, systematische Wetterbeobachtung u. a.), deren Erkenntnisse er in mehreren Schriften veröffentlichte.
Nachdem das Herzogtum Sagan zusammen mit dem größten Teil Schlesiens nach dem Ersten Schlesischen Krieg 1742 an Preußen gefallen war, bemühte sich Abt Felbiger, die mangelhaften Schulverhältnisse in Schlesien zu verbessern. Um sich einen pädagogischen Überblick zu verschaffen und die angewandten Methoden kennenzulernen, hospitierte er an der von Johann Julius Hecker gegründeten ersten Realschule in Berlin. Vermutlich deshalb wurde er 1764 vom Breslauer Weihbischof Johann Moritz von Strachwitz zum Schulinspektor des Archidiakonats Glogau ernannt. 1765 veröffentlichte er für die schlesischen Elementarschulen das Handbuch: „Neueingerichtetes ABC Buchstabir und Lesebuechlein zum Gebrauche besonders der oberschlesischen Schulen polnisch und deutsch verfasset.“
1766 ernannte ihn die Churbaierische Akademie zu ihrem Ehrenmitglied. Nach der Gründung der Ökonomisch-patriotischen Sozietät der Fürstentümer Schweidnitz und Glogau 1771 wurde ihm deren Leitung übertragen. Die Sächsisch-ökonomische Bienengesellschaft ernannte ihn zum Ehrenmitglied.
1774 übernahm Abt Felbiger mit Zustimmung des preußischen Königs Friedrich II. auf Einladung der österreichischen Landesherrin Maria Theresia die Leitung des österreichischen Schulwesens. Ebenfalls 1774 verfasste er die „Allgemeine Schulordnung für die deutschen Normal-, Haupt- und Trivialschulen“. Zudem führte er die Ausgangsschrift an deutschen Schulen in den k.k. Ländern ein. 1778 verzichtete er auf das Amt des Abtes von Sagan. Zugleich verlieh ihm Maria Theresia die Propstei Pressburg sowie eine jährliche Pension von 6000 Gulden. Nach Maria Theresias Tod 1780 blieb die von Felbiger verfasste Schulordnung für Österreich weiterhin gültig, obwohl Kaiser Joseph II. eigene Vorstellungen zum Ausbau des Primarschulwesens hatte. Wohl deshalb enthob er Felbiger schon ein Jahr später im Zuge einer Umorganisation der Schulbehörden seines Amtes und befahl ihm, seinen Wohnsitz auf die Propstei Pressburg zu verlegen und sich dort um die Verbesserung des Schulwesens in Ungarn zu bemühen. 1788 starb er in Pressburg.

## Ehrungen
1894 wurde in Penzing (Wien) (14. Bezirk) die Felbigergasse nach ihm benannt.

## Werke
- Neueingerichtetes ABC Buchstabir und Lesebuechlein zum Gebrauche besonders der oberschlesischen Schulen polnisch und deutsch verfasset =: Nowo-zebrane obiecadło do sylabizowania y czytania dla potrzeby osobliwie Gornego Sla̧ska szkoł po polsku y po niemiecku wyprawione = Nowo-zebrane obiecadło do sylabizowania y czytania. Sagan 1765, im Verlage der katholischen Trivialschule; gedruckt bey Johann Christoph Lauhen
- Katholischer Katechismus : zum Gebrauche Der Schlesischen und anderer Schulen Deutschlandes nach der Fähigkeit der Jugend in drey Klassen eingetheilt. Bamberg und Wirzburg 1771, in der Göbhardtischen Buchhandlung (Digitalisat)